# Synagoga Hersza Sznejberga w Łodzi
Synagoga Hersza Sznejberga w Łodzi – prywatny dom modlitwy znajdujący się w Łodzi przy ulicy Widzewskiej 65.
Synagoga została zbudowana w 1891 roku z inicjatywy Hersza Sznejberga. Podczas II wojny światowej hitlerowcy zdewastowali synagogę.